# شكردخت جعفري
شكردخت (شكر) جعفري (بالإنجليزية: Shakardokht Jafari)‏ عالمة فيزياء طبية أفغانية، حائزة على جائزة الابتكار في جامعة سري. طوّرت طريقة منخفضة التكلفة لقياس جرعة طبيّة من الإشعاع.

## النشأة والتعليم
ولدت شكردخت جعفري في ولاية دايكندي، أفغانستان عام 1977. اضطرت الجعفري وعائلتها إلى مغادرة أفغانستان عندما اندلعت الحرب إلى إيران كلاجئين، وكانت حينها في السادسة من عمرها، وقضت هناك ستة أشهر. عندما بلغت الرابعة عشرة من عمرها، أخبرها والدها أن عليها الزواج من ابن عمّها. لكنها تمكّنت من إقناع والدها بإلغاء الزواج، ما ساعدها على إكمال تعليمها. حصلت على أول شهادة جامعية في علم الأشعة من جامعة تبريز للعلوم الطبية عام 2000. رجعت إلى أفغانستان عام 2003، حيث التحقت بجامعة كابول الطبية. حصلت على درجة الماجستير في الفيزياء الإشعاعية من جامعة كابول الطبية، قبل أن تنتقل إلى جامعة سري لدراسة الماجستير في الفيزياء الطبية. عام 2014، ظهرت على شاشة مانوتو وهي شبكة تلفزيونية فارسية، حيث ناقشت حياتها المهنية والتعليمية. عام 2015، أصبحت أول امرأة أفغانية تحصل على درجة الدكتوراة في الفيزياء الطبية. حصلت على جائزة كلية «مؤسسة شلومبيرغر» للمستقبل للسنوات الأخيرة من الدراسة.

## المهنة
طوّرت شکردخت سلسلةً من حبيبات السيليكا الصغيرة المعايرة التي يمكن استخدامها لقياس الإشعاع. وأوضحت أنه يمكن قياس كمية الإشعاع التي تستقبلها كل حُبيبة باستخدام قارئ التألّق الحراري. تكلفة الخرز الزجاجي أقل بكثير من مقياس الجرعة المتواقت. تم إجراء تجارب برهان-مفاهيمي في مستشفى الملكة ألكسندرا في بورتسموث. استلهمت فكرة إنشاء الخرز بسبب عدم وجود علاج للسرطان في أفغانستان، حيث توفي والدها بالسرطان. عام 2016أصبحت شكردخت إحدى 15 رائدة أعمال تفوز بجائزة "Innovate UK" والبالغة قيمتها 50,000 جنيه إسترليني. وهي المؤسِّسة والمديرة التقنية لمؤسسة TrueInvivo. تقدمت بطلب الحصول على براءة اختراع لتقنيّتها عام 2017. الجعفري عضو في برنامج UK SIRIUS للراغبين بالالتحاق الدراسات العليا.
عام 2018 اختيرت الجعفري في جمعية SPIE للنساء العاملات في مجال البصريات.